# Suan
Suan (kor. 수안군, Suan-gun) – powiat w Korei Północnej, w prowincji Hwanghae Północne. W 2008 roku liczył 76 890 tys. mieszkańców. Graniczy z powiatami Sinp’yŏng od północnego wschodu, Koksan od wschodu, Sinhŭng od południa, Sŏhŭng od południowego zachodu, Yŏnt’an od zachodu i z Pjongjangiem oraz powiatem Yŏnsan od północy.

## Historia
Przed wyzwoleniem Korei spod okupacji japońskiej, w skład powiatu Suan wchodziło 11 miejscowości (kor. myŏn) oraz 97 wsi (kor. ri). W grudniu 1952 roku w wyniku reformy administracyjnej w skład powiatu weszły (będące wcześniej jego częścią) miejscowości Suan, Ch'ŏngok, Daesŏng, 3 wsie miejscowości Ryulgae, 6 wsi miejscowości Dae'o, jak również tereny należące wcześniej do innych powiatów: miejscowość Saji (z powiatu Sin’gye) i jedna wieś miejscowości Gup'o (powiat Sŏhŭng). Powiat Suan składał się wówczas z jednego miasteczka (Suan-ŭp) i 19 wsi.

## Podział administracyjny powiatu
W skład powiatu wchodzą następujące jednostki administracyjne:
| Nazwa jednostki administracyjnej | Rodzaj jednostki administracyjnej | Chosŏn’gŭl   |
| -------------------------------- | --------------------------------- | ------------ |
| Suan-ŭp                          | miasteczko                        | 수안읍       |
| Namjŏng-rodongjagu               | dzielnica robotnicza              | 남정로동자구 |
| Sŏp'yŏng-ri                      | wieś                              | 서평리       |
| Sindae-ri                        | wieś                              | 신대리       |
| Jwawi-ri                         | wieś                              | 좌위리       |
| Sangdŏk-ri                       | wieś                              | 상덕리       |
| Sudŏk-ri                         | wieś                              | 수덕리       |
| Ch’ŏlsan-ri                      | wieś                              | 철산리       |
| Sŏkgyo-ri                        | wieś                              | 석교리       |
| Sanbuk-ri                        | wieś                              | 산북리       |
| Ch'ŏn'am-ri                      | wieś                              | 천암리       |
| Ryongp'o-ri                      | wieś                              | 룡포리       |
| Jugyŏng-ri                       | wieś                              | 주경리       |
| Ryonghyŏn-ri                     | wieś                              | 룡현리       |
| Tojŏn-ri                         | wieś                              | 도전리       |
| Okch'i-ri                        | wieś                              | 옥치리       |
| Sŏnggyo-ri                       | wieś                              | 성교리       |